# عوابی
شهرستان عوابی (به عربی:  ولایة العوابی) یکی از شهرستان‌های استان باطنه جنوبی در منطقهٔ باطنه در کشور پادشاهی عمان است.

## جمعیت
جمعیت آن در حدود ۹۵۰۹ هزار نفر می‌باشد.